# Красний Яр (Большереченський район)
Красний Яр (рос. Красный Яр) — село у Большереченському районі Омської області Російської Федерації.
Належить до муніципального утворення Красноярське сільське поселення. Населення становить 1213 осіб.

## Історія
Згідно із законом від 30 липня 2004 року органом місцевого самоврядування є Красноярське сільське поселення.

## Населення
| 1926 | 2002  | 2010  |
| ---- | ----- | ----- |
| 439  | ↗1400 | ↘1213 |